# Odjurstjärnen
Odjurstjärnen är en sjö i Bodens kommun i Norrbotten och ingår i Råneälvens huvudavrinningsområde. Sjön har en area på 0,137 kvadratkilometer och ligger 186 meter över havet.

## Delavrinningsområde
Odjurstjärnen ingår i det delavrinningsområde (735764-174453) som SMHI kallar för Utloppet av Djupsjön. Medelhöjden är 219 meter över havet och ytan är 29,34 kvadratkilometer. Det finns inga avrinningsområden uppströms utan avrinningsområdet är högsta punkten. Abramsån (Djupsjöån) som avvattnar avrinningsområdet har biflödesordning 2, vilket innebär att vattnet flödar genom totalt 2 vattendrag innan det når havet efter 76 kilometer. Avrinningsområdet består mestadels av skog (80 procent). Avrinningsområdet har 1,58 kvadratkilometer vattenytor vilket ger det en sjöprocent på 5,4 procent.